# Gare de Lancey
La gare de Lancey est une gare ferroviaire française de la ligne de Grenoble à Montmélian, située sur le territoire de la commune de Villard-Bonnot, dans le département de l'Isère, en région Auvergne-Rhône-Alpes.
Elle est mise en service en 1864 par la Compagnie des chemins de fer de Paris à Lyon et à la Méditerranée (PLM). C'est une gare de la Société nationale des chemins de fer français (SNCF), desservie par des trains TER Auvergne-Rhône-Alpes.

## Situation ferroviaire
Établie à 227 mètres d'altitude, la gare de Lancey est située au point kilométrique (PK) 16,473 de la ligne de Grenoble à Montmélian, entre les gares ouvertes de Grenoble-Universités-Gières et de Brignoud. Elle est séparée de Grenoble-Universités-Gières par la gare aujourd'hui fermée de Domène.

## Histoire
Le 15 septembre 1864, le PLM met en service la ligne de 50 km allant de Grenoble à Montmélian .
Autrefois, Lancey hébergeait d'importantes papeteries dont l'usine haute et l'usine basse étaient reliées entre elles par une ligne de chemin de fer industrielle à voie à écartement de 0,60 mètre qui a fonctionné jusqu'en 1977. Les papeteries avaient un important faisceau de voies étroites à l'intérieur de leurs usines, l'usine basse ayant également quelques voies à écartement normal reliées au réseau de la SNCF, ainsi que des remorques routières porte-wagons.
En 1996, la gare est fermée en raison de sa faible fréquentation et afin de diminuer le temps de parcours sur le trajet de Grenoble à Chambéry. Mais le 11 décembre 2005, le nombre d'emplois dans le secteur augmentant, elle a été rénovée et rouverte grâce à l'action des associations d'usagers.
Le 9 décembre 2007, la Région Rhône-Alpes met en service de l'horaire cadencé. en 2011, lors des travaux de rénovation de la ligne, les quais de la gare ont été prolongés.

## Service des voyageurs

### Desserte
La gare est desservie par les trains TER Auvergne-Rhône-Alpes de la desserte Chambéry - Grenoble - Moirans - Saint-Marcellin qui desservent tous la gare de Grenoble-Universités-Gières qui permet d’accéder directement au campus universitaire grenoblois et au Centre hospitalier de La Tronche. Ces trains desservent aussi la gare d'Échirolles.

### Intermodalité
La gare est desservie par la ligne X2 du réseau Cars Région Express et par les lignes Nav'Pro A et G2 et la ligne hivernale Ski 409 du réseau de bus TouGo. Elle possède un parking et parcs à vélos.

## Projet
En 2018, mise en service prévue de la 3e voie de la gare de Brignoud, permettant de prolonger certains TER Rives - Grenoble-Universités-Gières jusqu'à Brignoud en desservant Lancey.